# Australský dolar
Australský dolar je oficiální měnou Australského svazu (je používán i na australských obydlených zámořských teritoriích Kokosové ostrovy, Vánoční ostrov a Norfolk) a tří ostrovních států v Pacifiku (Nauru, Kiribati a Tuvalu). Dva z těchto států (Kiribati a Tuvalu) vydávají vlastní mince, které na jejich území kolují společně s australskými mincemi a bankovkami.
ISO 4217 kód této měny je AUD. Pro označení se používá symbol $, často se však doplňuje písmenem (písmeny) na tvar A$ nebo AU$, aby se předešlo záměně s jinou měnou, která se také jmenuje „dolar“. Jedna setina dolaru se jmenuje cent. Někdy je dolar nazýván též „Aussie battler“; v nepříznivém období roků 2001 až 2002 se mu někdy přezdívalo „pacifické peso“.
Australský dolar patří mezi celosvětově nejvýznamnější měny. Je šestá nejčastěji obchodovaná měna na světě (po americkém dolaru, jenu, euru, britské libře a kanadskému dolaru). Přibližně 4–5 % celosvětových transakcí je prováděno v australské měně. Australský dolar je oblíbený díky minimálním zásahům australské vlády na zahraničních trzích a stabilnímu ekonomickému a politickému prostředí v Austrálii.

## Historie

Jednodolarová mince z roku 2003.

V koloniálním období používala Austrálie měnu svého kolonizátora – britskou libru. 4. září 1909 byla ustanovena australská libra, která měla paritní hodnotu k britské libře a dělila se na 20 šilinků nebo 240 pencí. Dne 14. února 1966 vznikl australský dolar, který vyšel z libry v poměru „1 libra = 2 dolary“. Nově vzniklý dolar už používal desítkovou soustavu.

## Mince a bankovky
Nominální hodnoty současných mincí jsou 5, 10, 20 a 50 centů a dále 1 a 2 dolary. V období mezi roky 1966 a 1991 byly v oběhu i mince o hodnotách 1 a 2 centy, pro svou malou kupní hodnotu však byly staženy z oběhu. Na rubové straně všech mincí je vyobrazená australská královna Alžběta II.
Bankovky jsou tištěny v hodnotách 5, 10, 20, 50 a 100 dolarů. V roce 1988 se stala Austrálie první zemí na světě, která zavedla polymerové bankovky. Všechny dnes platné australské bankovky jsou z polymeru.